# Charlie Simpson
Charlie Robert Simpson (ur. 7 czerwca 1985 w Woodbridge w Suffolku) – brytyjski muzyk, jeden z założycieli oraz wokalistów w zespole Busted, następnie gitarzysta i wokalista w grupie Fightstar.
Dwaj starsi bracia artysty również zajmują się muzyką. Will jest wokalistą w zespole Brigade, Edd gra w zespole Prego. Charlie uczęszczał do jednej z najbardziej znanych szkół publicznych w Wielkiej Brytanii w Uppingham, którą ukończyli także m.in. Harry Judd czy Stephen Fry.

## Kariera muzyczna
Profesjonalną karierę muzyczną rozpoczął w grupie Busted, którą współtworzył w 2001 wraz z Jamesem Bournem oraz Mattem Willisem. W styczniu 2004 roku, grupa oficjalnie ogłosiła zakończenie współpracy. Stało się tak na skutek decyzji Simpsona, który zamierzał zmienić styl grania, na bardziej zbliżony do rocka alternatywnego. 14 stycznia 2004 roku, artysta ten oficjalnie dołączył do nowego zespołu, który początkowo nazywać się miał „Evenstar”, jednak później przyjął nazwę Fightstar.
10 listopada 2015 roku podczas konferencji prasowej ogłoszono powrót Busted w pełnym składzie. Na maj 2016 roku zaplanowano trasę koncertową po Wielkiej Brytanii i Irlandii oraz powstanie nowego albumu grupy.

## Życie prywatne
W czerwcu 2014 roku poślubił Annę Barnard. Para ma dwóch synów: Arlo (ur. 21.07.2015) oraz Jago Jesse George (ur. 1.02.2018).